# Порт-Альгер
«Порт-Альгер» — картина  іспанського художника  Сальвадора Далі, написана орієнтовно у 1923 році.  Зараз зберігається в колекції Театру-музею Далі, в Залі Скарбів.

## Опис
Картина виконана на пленері. Це — структуралістське бачення Кадакеса. Море та промені, що відображаються в ньому, написані серіями імпресіоністичних мазків. Дві жіночі фігури із зеленими глечиками на головах — типові мешканки Кадакеса. Подібне поєднання стилів показує роботу художника, заглибленого в процес експериментування та пошук творчих ресурсів. До цього ж етапу належить картина «Пуристський натюрморт» 1924 року, у якій помітний вплив Хуана Гриса. Обидві картини зазвичай експонуються в Залі Скарбів Театру-музею Сальвадора Далі у Фігерасі одна навпроти іншої так, аби було легко помітити, що композиція кожної з них будується довкола вікна-розетки церкви Кадакесу та кубічних форм самої будівлі. Хоча лише у другій роботі Далі робить ставку на формальне дослідження пуризму.